# Tipula downesi
Tipula downesi är en tvåvingeart som beskrevs av Alexander 1944. Tipula downesi ingår i släktet Tipula och familjen storharkrankar. Inga underarter finns listade i Catalogue of Life.